# Eurytoma tumoris
Eurytoma tumoris är en stekelart som beskrevs av Bugbee 1962. Eurytoma tumoris ingår i släktet Eurytoma och familjen kragglanssteklar. Inga underarter finns listade i Catalogue of Life.